# Restaurationskomedi
Restaurationskomedi, ofta även kallad Comedy of manners (sedekomedi) eller Old Comedy är en dramatisk form av diktning som utspelar sig i aristokratiska eller högborgerliga miljöer, där syftet är att ge en cynisk världsuppfattning. Komedisorten utvecklades av författare som William Congreve, George Etherege och William Wycherley under 1600-talets andra hälft. Den har fått sitt namn av den engelska restaurationen 1660.